# Скопін Віктор Дмитрович
Віктор Дмитрович Скопін (1911, місто Камишин Саратовської губернії, тепер Волгоградської області Російська Федерація — ?) — український радянський партійний діяч, начальник Дрогобицького обласного управління Міністерства внутрішніх справ УРСР.

## Біографія
Народився в родині робітника.
У 1927 році закінчив Авдіївську семирічну школу і вступив до фабрично-заводського училища, де здобув професію слюсаря-паровозника.
Член ВКП(б) з 1931 року.
У 1933—1934 роках — у рядах Червоної армії.
З 1934 року — інструктор, потім начальник школи фабрично-заводського навчання (ФЗН) станції Авдіївка Донецької області.
У 1937 році закінчив Донецькі обласні партійні курси.
У 1937—1939 роках працював у політичному відділі Південно-Донецької залізниці. У 1939—1941 роках працював у політичному відділі Львівської залізниці.
З липня 1941 року — знову в політвідділі Південно-Донецької залізниці. Потім евакуювався в східні райони СРСР, працював директором райпромкомбінату Хакаської автономної області РРФСР. У 1943—1944 роках — інструктор Хакаського обласного комітету ВКП(б) Красноярського краю РРФСР.
У 1944—1945 роках — інструктор Дрогобицького обласного комітету КП(б) України.
У 1945—1947 роках — завідувач організаційно-інструкторського відділу Дрогобицького міського комітету КП(б)У.
У 1947—1948 роках — секретар Дрогобицького міського комітету КП(б)У з кадрів.
У 1948—1951 роках — слухач Вищої партійної школи при ЦК КП(б)У.
У 1951—1953 роках — 1-й секретар Стрийського міського комітету КП(б)У Дрогобицької області.
З 1953 року — в органах Міністерства внутрішніх справ УРСР.
У 1954—1959 роках — начальник Управління Міністерства внутрішніх справ УРСР по Дрогобицькій області.

## Звання
- полковник